# 베레타 AR-70/90
베레타 AR-70/90(이탈리아어: Beretta AR-70/90)은 이탈리아 군의 표준 제식 소총이다. 베레타 AR-70/90은 베레타 AR-70/223의 개량형이다. 롱 스트로크 가스 피스톤 방식, 회전 노리쇠 방식을 사용하며, 사용 탄약은 5.56 x 45 mm NATO이다.

## 변형
AR70/223은 5.56x45mm M193탄을 사용한다.
SC70/90은 AR-70/90의 개머리판을 접이식으로 교체한 것이다.
SCP70/90은 5.56x45mm NATO탄을 사용하는 단축형으로 접이식 개머리판을 가지고 있다.
| 변형             | 사용탄         | 전장                                    | 총열   | 중량    | 유효사거리 | 발사속도 |
| ---------------- | -------------- | --------------------------------------- | ------ | ------- | ---------- | -------- |
| AR70/223         | 5.56x45mm M193 | 995 mm                                  | 450 mm | 3.8 kg  | 400 m      | 650 rpm  |
| AR70/90, SC70/90 | 5.56x45mm NATO | 998 (SC70/90 개머리판 접었을 때 756) mm | 450 mm | 4.07 kg | 500 m      | 670 rpm  |
| SCP70/90         | 5.56x45mm NATO | 908 (개머리판을 접었을 때 663) mm       | 360 mm | 3.8 kg  | 350 m      | 670 rpm  |

## 같이 보기
- FN FNC, 갈릴 소총, K2 소총, SIG 550은 작동 방식이 베레타 AR-70/90와 매우 유사하다.